# Nagykáta
Nagykáta − miasto na Węgrzech, w komitacie Pest, siedziba władz powiatu Nagykáta.